# رالف اوانز (ملوان)
رالف اوانز (انگلیسی: Ralph Evans; ۷ فوریهٔ ۱۹۲۴ – ۲۳ ژوئیهٔ ۲۰۰۰) ورزشکار اهل ایالات متحده آمریکا بود.
وی در مسابقات کشوری و بین‌المللی در مجموع برندهٔ ۱ مدال نقره شده‌است.